# Sophronica elongatissima
Sophronica elongatissima är en skalbaggsart som beskrevs av Stefan von Breuning 1942. Sophronica elongatissima ingår i släktet Sophronica och familjen långhorningar. Inga underarter finns listade i Catalogue of Life.